# Iglesia de San Pedro (Astudillo)
La iglesia de San Pedro es un templo católico de la localidad de Astudillo (Palencia, Castilla y León, España). Construido entre los siglos XV y XVI, su arquitectura es de estilio gótico-renacentista, si bien conserva algunos elementos anteriores, del siglo XIII.

## Historia
La fábrica corresponde en su mayor parte a la segunda mitad del siglo XV, cuando se erigió un nuevo templo en sustitución de uno anterior del siglo XIII, que pudo ser mandado construir por D. Violante, esposa del rey castellano Alfonso X el Sabio. En el siglo XVI se completó la estructura arquitectónica que puede contemplarse hoy. El templo está cerrado al culto, pero puede visitarse a través de la Oficina de Turismo de Astudillo.

## Descripción
Construida en sillería, la iglesia tiene dos accesos. La puerta del lado del Evangelio (norte) es muy sencilla, con arco de medio punto ligeramente escarzanado y, frente a ella, un cancel de piedra decorado con bolas herrerianas. En la fachada de este lado se abren cinco ventanales ojivales sustentadas por columnillas con capiteles decorados. 

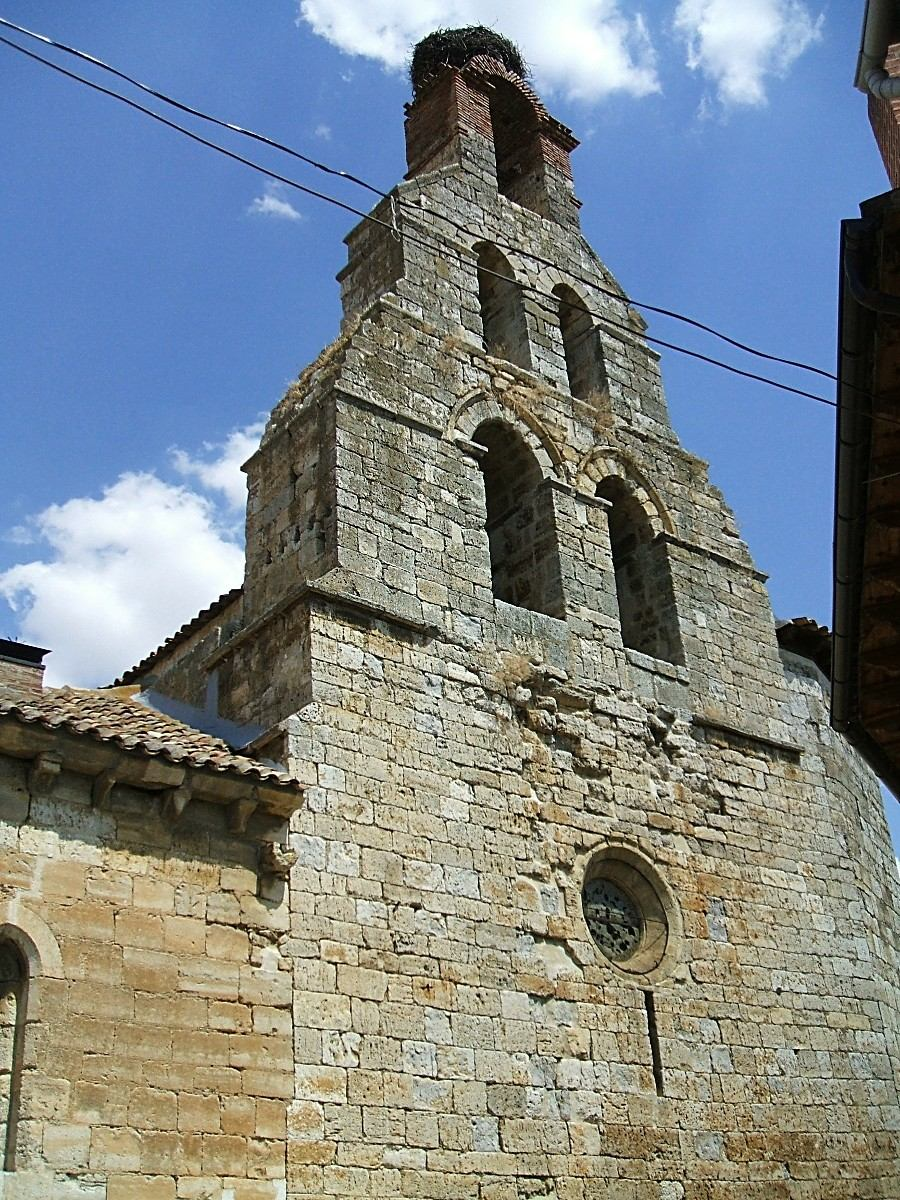
Espadaña de la iglesia.

Mucho más elaborado es el acceso del lado de la Epístola (sur). Esta portada consta de arco de medio punto con baquetones y decoraciones de cardinas con niños y animales entremezclados. Su puerta de doble batiente tiene los cuartones decorados con motivos de servilletas y herrajes, del siglo XVI. Al lado de la misma, se encuentra un lucillo funerario de arco apuntado y decorado con pequeños baquetones. El conjunto es resguardado por un pórtico cubierto con artesonado de madera y apoyado sobre zapatas de madera y cuatro pilares pétreos de sección poligonal; una rejería cierra los cinco vanos generados por esta galería.
El ábside, de tres paños, está reforzado con contrafuertes, entre los cuales se abren estrechos ventanales del siglo XVI, ajimezados y decorados con cuadrifolias. A los pies del templo se sitúa el cuerpo del campanario, que deviene espadaña en lugar de torre. La espadaña consta de tres cuerpos en tamañano descendente, impostados y con campaniles, cinco en total, de arco ojival. Esta estructura conserva trazas del siglo XIII.
La planta es de tres naves de tres cuerpos, sin crucero, separadas por seis pilares de secciones irregulares de los que arrancan los arcos apuntados que conforman el abovedamiento de crucería. La bóveda de la nave central es estrellada y está decorada con yeserías, mientras que las bóvedas de las naves laterales se componen de terceletes.
La cabecera es irregular. La Capilla Mayor se adapta al ábside de tres paños, el ábside del lado del Evangelio no es más que un lienzo de muro trapezoidal y el ábside del lado de la Epístola es un espacio cuadrado que alberga la Capilla de Nuestra Señora del Rosario. Los dos primeros espacios de la cabecera se cubren con bóvedas estrelladas, mientras que la Capilla del Rosario presenta bóveda de crucería octopartita. Los tres espacios se comunican entre sí a través de arcos de medio punto de molduras sencillas, correspondientes al siglo XVI.
El mobiliario del templo ofrece un notable interés artístico. El Coro, sito a los pies, ocupando el primer tramo de la nave, aloja un órgano neoclásico y una sillería con facistol renacentista del siglo XVI. El Sotacoro presenta techumbre de artesonado policromado de traza mudéjar. La Sacristía es obra barroca, cubierta con bóveda de arista decorada con yeserías.

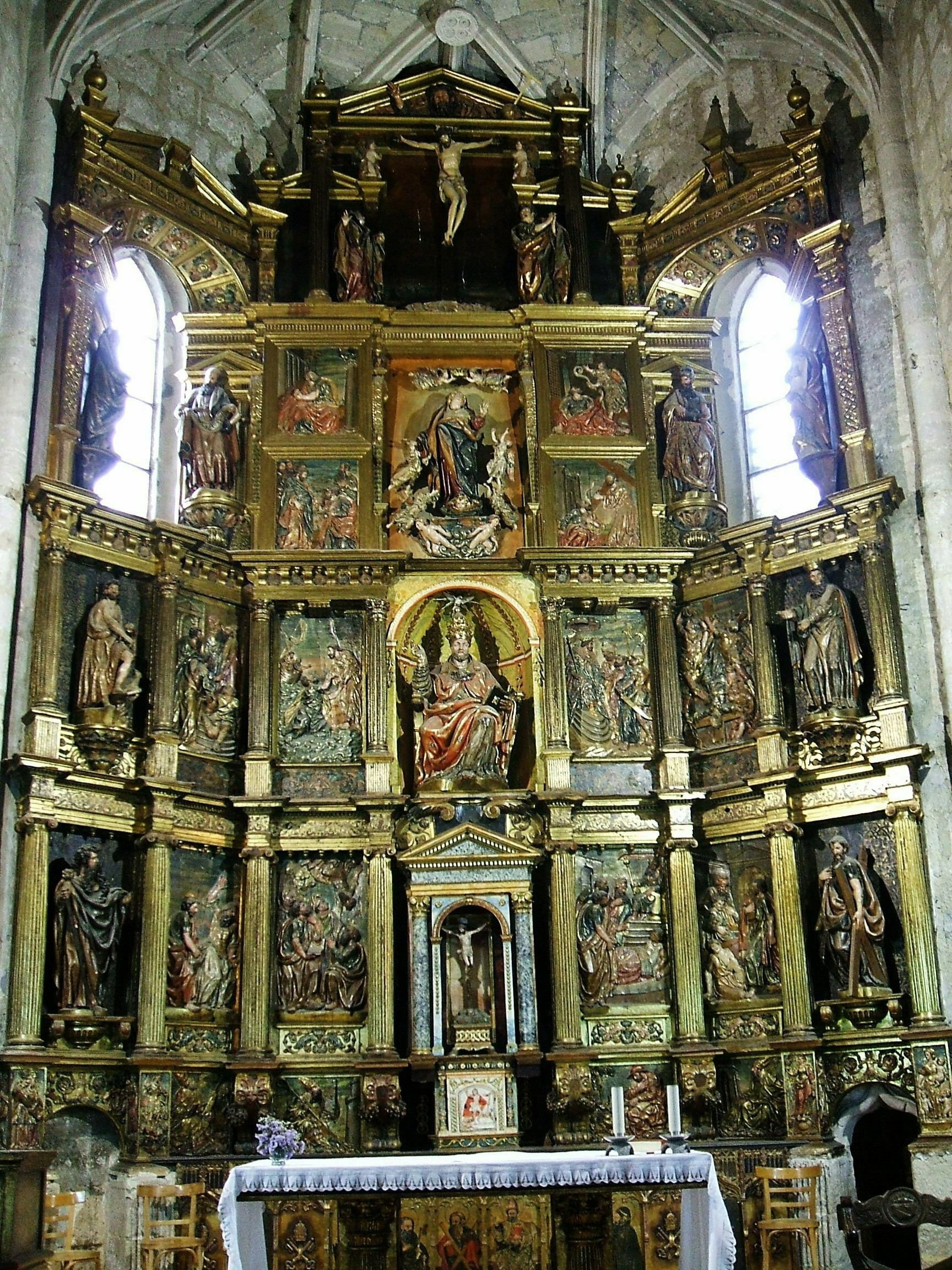
Retablo Mayor, obra de Hernando de Lanestosa.

El elemento más destacado es el Retablo Mayor, un trabajo contratado en el último tercio del siglo XVI por Hernando de la Nestosa y que es muy parecido a otra obra suya ejecutada por la misma época para la Iglesia de Santa María, en la misma Astudillo. Esta mazonería, dorada y policromada, consiste en dos cuerpos de siete calles, más la predela y un grandioso ático de dos cuerpos, el inferior dedicado a la Ascensión de la Virgen y el superior reservado al Calvario. Es singular la solución escultórica de adaptar el ático a los dos ventanales de los paños laterales del ábside, que quedan al descubierto, favoreciendo la iluminación del templo, pero rodeados por sendos tramos de mazonería profusamente decorados y en forma de arco, que de paso prolongan las calles de los extremos del segundo cuerpo. Hasta 25 grandes relieves y tallas de bulto redondo se distribuyen en todo el retablo, representando secuencias de la vida del Apóstol San Pedro, los Hechos de los Apóstoles y las Virtudes, amén de una serie de santos y santas. La escultura más voluminosa corresponde al titular del templo, retratado en postura sedente y con los atributos de cabeza de la Iglesia.
Un interés no menor reviste el frontal de la mesa del Altar, decorado con una serie de pinturas sobre tabla de los Apóstoles, sobre fondo dorado y entre filigranas góticas de madera. Se cree que este frontal, fechado en la primera mitad del siglo XV, perteneció al antiguo Retablo Mayor de la iglesia.
Otro mobiliario de interés es, en la nave del Evangelio, la escultura tardogótica del Cristo de la Cruz, conocido popularmente como el Cristo del Miserere, un retablo rococó del XVIII y tres tallas de San Roque, San Isidro y San Antón; en la nave de la Epístola, el retablo de Nuestra Señora del Rosario, obra neoclásica de finales del XVIII y que sustituye a un retablo anterior que se localizaba en la Capilla homónima, y otro retablo rococó del XVIII, con una imagen de la Inmaculada.